# Szuunduk
A Szuunduk, vagy Szuindik (orosz nyelven Суундук vagy Суындык) folyó Oroszország Orenburgi területén, az Urál bal oldali mellékfolyója.

## Földrajz
Hossza: 174 km (a víztározó létesítése előtt), vízgyűjtő területe: 6430 km².
A Déli-Urál keleti lejtőjén ered – a Tobol  és a Urál folyó vízválasztóján – és az Iriklinszkij-víztározó öblébe torkollik. Felső szakaszán gyengén tagolt, enyhén lejtő terepen, 0,5-1 km széles völgyben folyik, medre legfeljebb 60 m széles. Alsó folyásának 40 km hosszú szakasza az Urál folyó felduzzasztásával az 1960-as évek elején létesített Iriklinszkij-víztározó öblévé változott.
Folyórendszere rövid sztyeppei folyókból áll, melyek felső folyása nyaranta kiszárad.